# Lepilemur septentrionalis
Il lepilemure settentrionale (Lepilemur septentrionalis Rumpler & Albignac, 1975) è una specie di lemure recentemente scoperta, endemica del Madagascar.

## Distribuzione e habitat
La specie occupa l'areale più settentrionale di tutte le congeneri: è diffusa infatti fra Antsiranana ed il fiume Irodo.
Popola la foresta decidua secca, ma può spingersi anche nella foresta sempreverde.

## Descrizione

### Dimensioni
Misura fino a 53 cm, di cui 25 di coda, per un peso di 0,8 kg circa: queste dimensioni ne fanno uno dei lepilemuri più piccoli.

### Aspetto
Il pelo è uniformemente grigio, con tendenza ad inscurirsi sul collo e sulla testa e con sfumature brune nella zona dorsale.
Una banda scura comincia sulla sommità del cranio e si ferma a metà od a tre quarti del dorso, percorrendo la spina dorsale.
Rispetto alle altre specie di Lepilemur, le orecchie di questi animali sono di dimensioni minori e puntano verso l'alto anziché lateralmente.

## Comportamento
Si tratta di animali notturni e solitari, dalle abitudini arboricole.
Durante il giorno, questi animali riposano in cavità del tronco di alberi morti od in nidi di foglie e liane che essi stessi si costruiscono, mentre di notte si muovono saltellando fra i rami con grande agilità.
Ogni esemplare occupa un territorio di circa 0,03 km², ossia dimensioni ridotte rispetto ai congeneri, ma tuttavia maggiori rispetto a quelle dei territori delle femmine, che misurano mediamente 0,018 km².
Il territorio del maschio, essendo più grande, ingloba o si sovrappone a quello di più femmine, con le quali si accoppierà durante il periodo degli amori. Questi animali, soprattutto i maschi, sono estremamente territoriali nei confronti di individui dello stesso sesso: a differenza di molte specie congeneri, questi animali usano defecare sempre negli stessi luoghi, creando latrine che delimitano il territorio.

### Alimentazione
La specie è esclusivamente erbivora, in particolare si nutre di foglie, anche se sporadicamente integra la sua dieta con frutta e fiori. Per far fronte allo scarso valore energetico del proprio cibo, questa specie presenta ciecotrofismo, ossia ridigerisce le proprie feci per demolire la massima quantità possibile di cellulosa e convertirla in zuccheri semplici.

### Riproduzione
La stagione riproduttiva va da aprile ad agosto: la gestazione dura 4-5 mesi, al termine dei quali viene dato alla luce un unico cucciolo che rimane con la madre per circa un anno, restando aggrappato al ventre della femmina e staccandosene solo quando quest'ultima deve nutrirsi.
I giovani raggiungono la maturità sessuale attorno ai 18 mesi d'età: la speranza di vita in cattività per questi animali è di circa 15 anni, per cui si ritiene che in natura raramente raggiungano i 10 anni di vita.